# Off Road Challenge
Off Road Challenge é um jogo desenvolvido e publicado pela Midway Games. O jogo foi originalmente publicado em 1997 para Arcade usando a engine Midway V Unit hardware. faz parte da série Off Road que começou com Super Off Road.
O jogo foi eventualmente lançado para Nintendo 64 em 1998, desenvolvido pela Avalanche Software e publico pela Midway Games. A versão para Nintendo 64 inclui várias pistas desbloqueáveis e um modo circuito.